# Калінінград
Калінінгра́д (до 1946 року Кенігсберг, Королевець; рос. Калининград, нім. Königsberg, з 2023 пол. Królewiec, лит. Karaliaučius, латис. Karaļauči) — місто в РФ, адміністративний центр Калінінградської області. Колишня столиця Східної Пруссії, анексована СРСР.
Розташоване при впаданні річки Прего́ля в Балтійське море. Важливий транспортний вузол (залізниці та шосейні дороги); морський і річковий (річка Преголя) порти; аеропорт (Храброво). Важливий центр машинобудування; розвинені металургія, легка, поліграфічна промисловості. У місті є музеї (музей бурштину, історико-художній музей, картинна галерея, музей фортифікації і т. д.), театри драми, найбільші бібліотеки (зокрема фрагменти середньовічних книжкових зібрань — бібліотеки Валленродта), зоопарк. У центрі міста розташований кафедральний собор, де поховано Іммануїла Канта. Нині громадськість міста ставить питання про повернення місту історичної назви.

## Назва
- Тва́нгсте (прусськ. Twangste) — назва міста до 1255 року як прусського поселення. Слово значить «загата»[6], водоймище при греблі[7] (етимологічно споріднене з українським «твани́сте»).
- Кенігсберг (лат. Conigsberg, нім. Königsberg) — після спорудження Тевтонським орденом замку Кенігсберг і до 1945 року. За панування Тевтонського ордену назва поширилися на все місто. З німецької перекладається як «Королівська гора». Вважається, що замок названо на честь чеського короля Отокара II, який очолював хрестові походи Тевтонського ордену проти язичницької віри, яку на той час сповідували місцеві мешканці[8]. Назви слов'янськими та балтійськими мовами мають таке ж значення[9]. Цю ж назву рекомендувала використовувати Комісія у закордонних справах Естонії у вересні 2023 року[10]
- Калінінград (рос. Калининград) — з 1946 року місто названо на честь російського радянського революціонера Михайла Калініна[11][12]
- Крулевець (пол. Królewiec) — історична та нинішня польська назва[13]. 9 травня 2023 року Комісія стандартизації географічних найменувань Польщі змінила офіційну назву на Крулевець пол. Królewiec і не рекомендується використовувати назву Калінінград польською мовою. Рішення прийнято через факт присвоєння місту поблизу польських кордонів імені Михайла Калініна — злочинця, відповідального, серед іншого, за ухвалення рішення про масове вбивство поляків (Катинський розстріл), що має в Польщі емоційний і негативний характер[4][14]. РФ різко засудила рішення Польщі змінити назву в офіційних польських документах[15]
- Краловець (чеськ. Královec) — історична чеська назва.
- Караляучюс (лит. Karaliaučius) — історична литовська назва, Литва повторно узгодила цю назву для міста в травні 2023 року[5].
- Караляучі (лит. Karaļauči) — історична латиська назва, Латвія узгодила цю назву для міста в травні 2023 року[5].

## Історія

### Тевтонський орден
Місто заснували 1255 року тевтонські лицарі на місці прусського поселення Tuwangste на честь чеського короля Премисля Отакара II, який очолював тевтонські війська під час їх чергової експедиції проти Пруссії. Тевтонські лицарі звели тут замок, що у 1256 році отримав назву Замок Королівської гори в Самбії (castrum de Coningsberg in Zambia), латинською — Mons Regius (пізніше Regiomontium).
Місто стало частиною Тевтонського ордена та столицею Самбійскої єпархії, однієї з чотирьох єпархій на території Пруссії. Орден остаточно завоював Пруссію в 1273 році і розпочав розширення міста. Це стало можливим завдяки єпископу Самбії Генріху фон Стрітбергу, котрий передав Ордену свою частину міста. У 1312 році королівський замок став резиденцією Великого маршала Ордену. На зламі XII і XIV ст. капітула Самбії побудувала новий кафедральний костел святого Войцеха.
Розвиток поселення змусив Орден підняти статус замкового селища навколо млина до рангу міста. 27 травня 1300 року надано міські права Новому Місту (Nova Civitas), яке згодом почали називати так, як і сусіднє село — Lipnick (Липник). У 1478 році назву вперше фіксують на письмі німецькою мовою як Löbenick, яку згодом почали вимовляли як Löbenicht. У 1322 році Орден віддав капітулі східну частину острова Кнайпгоф за умови будівництва моста через ріку Преголю. Тут єпископ почав будівництво нового собору. У 1327 році великий магістр Вернер фон Орзельн надав Кнайпгофу права міста. Місто повинно було називатися Vogtswerder (Острів мера); використовували також назву Pregelmünde, але закріпилася у вживанні старша назва — Кнайпгоф. Старе місто й острів Кнайпгоф належали Ганзі, а від 1440 — Прусському Союзу.
У 1454 році 56 прусських міст і областей проголосили про своє підпорядкування Тевтонії. Польський король Казимир IV Ягеллончик створив Крулевське воєводство зі столицею у Крулевці і включив його до складу Польщі. 12 квітня 1455 року війська Тевтонського ордена повернули місто, а воєводство припинило своє існування.
Під час Тринадцятирічної війни Крулевець у 1457 році став резиденцією Великого магістра Тевтонського ордена (переїхав із Мальборку).

### Феод Польського Королівства 1466—1657
З часів Другого Торунського миру, у роки 1466—1525, місто було столицею Держави Тевтонського ордену, залежної від Корони Королівства Польського. Під час польсько-тевтонської війни 1519-21 місто було обложено в травні 1520 військом польських найманців під командуванням Великого гетьмана коронного Миколая Фірлея.
Після секуляризації Тевтонського ордена і прусської данини, поданої в 1525 році великим майстром королю Сигізмунду Старому місто стало столицею Пруссії, залежної від польського короля як феод. На знак залежності чорний прусський орел отримав королівську корону на шию і літеру «S» від латинського імені короля Sigismundus (Зигмунт). Незабаром в Пруссії почалася релігійна війна, у результаті якої панівною релігією в країні стало лютеранство.
У 1542 році герцог Альбрехт Гогенцоллерн (племінник короля Сигізмунда Старого) створив у Кнайпгофі партикуляристську школу під назвою Академії, де повинні були готувати кандидатів для навчання в університеті. У 1544 році школі була перетворена на Pedagogium, який існував до 1617 року.
На прохання Альбрехта польський король Сигізмунд II Август 28 березня 1560 року надав університету (Альбертіна) в Крулевцю привілеї нарівні з Краківською академію, з того часу університет мав право призначати вчені ступені.
Завдяки зусиллям короля Сигізмунда III і єпископа Вармії Шимона Рудницького (який носив титул єпископа Самбії) в роки 1614—1616 в Крулевцю було побудовано католицький костел, але через протести сусідньої євангельської литовської громади не дозволили побудувати вежу або повісити великий дзвін.
У 1618 році Пруссія перейшла у володіння курфюрстів Бранденбурга, а у 1657 році отримала незалежність від I Речі Посполитої. Незважаючи на формальний розрив зв'язків із Польщею і подальший тиск германізації, польський елемент у цих краях ще був присутній.

### У Королівстві Пруссії та Німецькій Імперії
У 1701 році курфюрст Бранденбургу коронувався в Кеніґсберзі як король Пруссії Фрідріх I. Коронація мала місце в Пруссії, тому що вона не була частиною Священної Римської імперії, й імператору було легше прийняти титул короля Пруссії. В результаті коронації земля під владою курфюрстів Бранденбургу стала частиною нового Королівства Пруссії. Кеніґсберґ був тільки місцем коронації, столиця країни залишалася в Берліні.
Фрідріх Вільгельм I видав 13 червня 1724 ратушний регламент, який об'єднував три міста: Старе місто, острів Кнайпгоф і Ліпнік, поряд з належними їм волями (нім. Freiheiten) в одне місто Кеніґсберґ, офіційна назва якого відтепер: Королівсько-прусське столичне і резидентське місто Кеніґсберґ (нім. Königlich Preussische Haupt- und Residenzstadt Königsberg). Місто отримало також новий герб — з гербу Старого міста були взяті білий хрест і корона (в середині), герб Ліпніку справа — корона між двома зірками, зліва герб Кнайпгофу — корона посеред двох мисливських рогів. Всі зображення поєднував прусський орел з княжою короною на голові і королівською короною з ініціалами FW (Fryderyk Wilhelm) на грудях. Цей герб використовувався виключно на муніципальній печатці, і тільки в 1906 році він став офіційною емблемою міста Кеніґсберґа.
У 1736 Леонард Ейлер розв'язав відому проблему мостів Кеніґсберґа. Вирішення цієї проблеми ініціювало розвиток теорії графів.
У 1757 вибухнула війна, яку називали Семирічною. Відповідно до угоди між Австрією і Росією імператриця Єлизавета 31 грудня 1757 видала указ, згідно з яким Кеніґсберґ було включено в склад Росії. Росіяни покинули місто в березні 1763 року.
У 1807 під час втечі від Наполеону в Кеніґсберзі перебував Фрідріх Вільгельм III і королева Луїза.
У 1890 до складу міста включили королівські волі: Burgfreiheit, Tragheim, Altroßgarten, Neue Sorge та Sackheim.
У 1871 місто стало частиною новоствореної Німецької імперії.
У 1933 було засновано один з перших німецьких концтаборів у Quednau.

### Часи другої світової війни

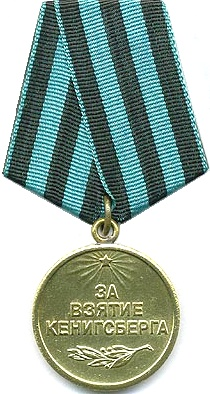
Медаль «За взяття Кенігсберга»

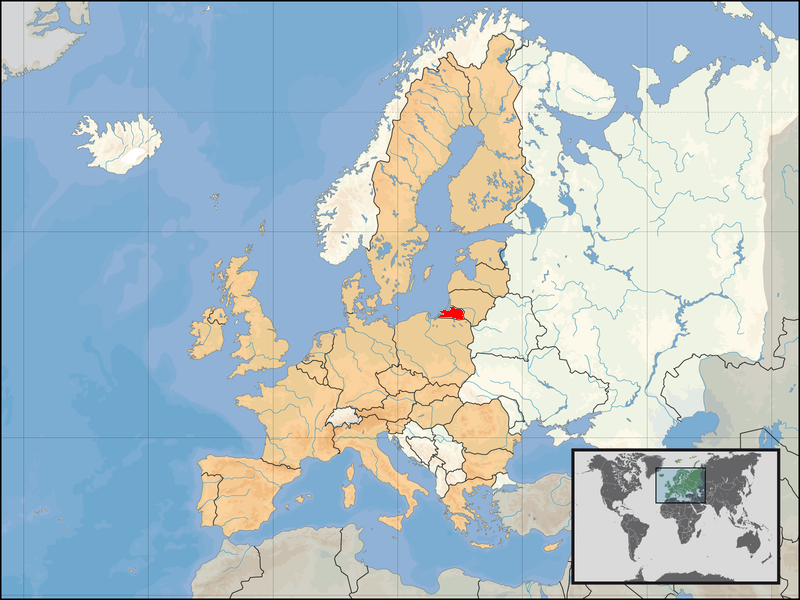
Розташування на мапі Європи

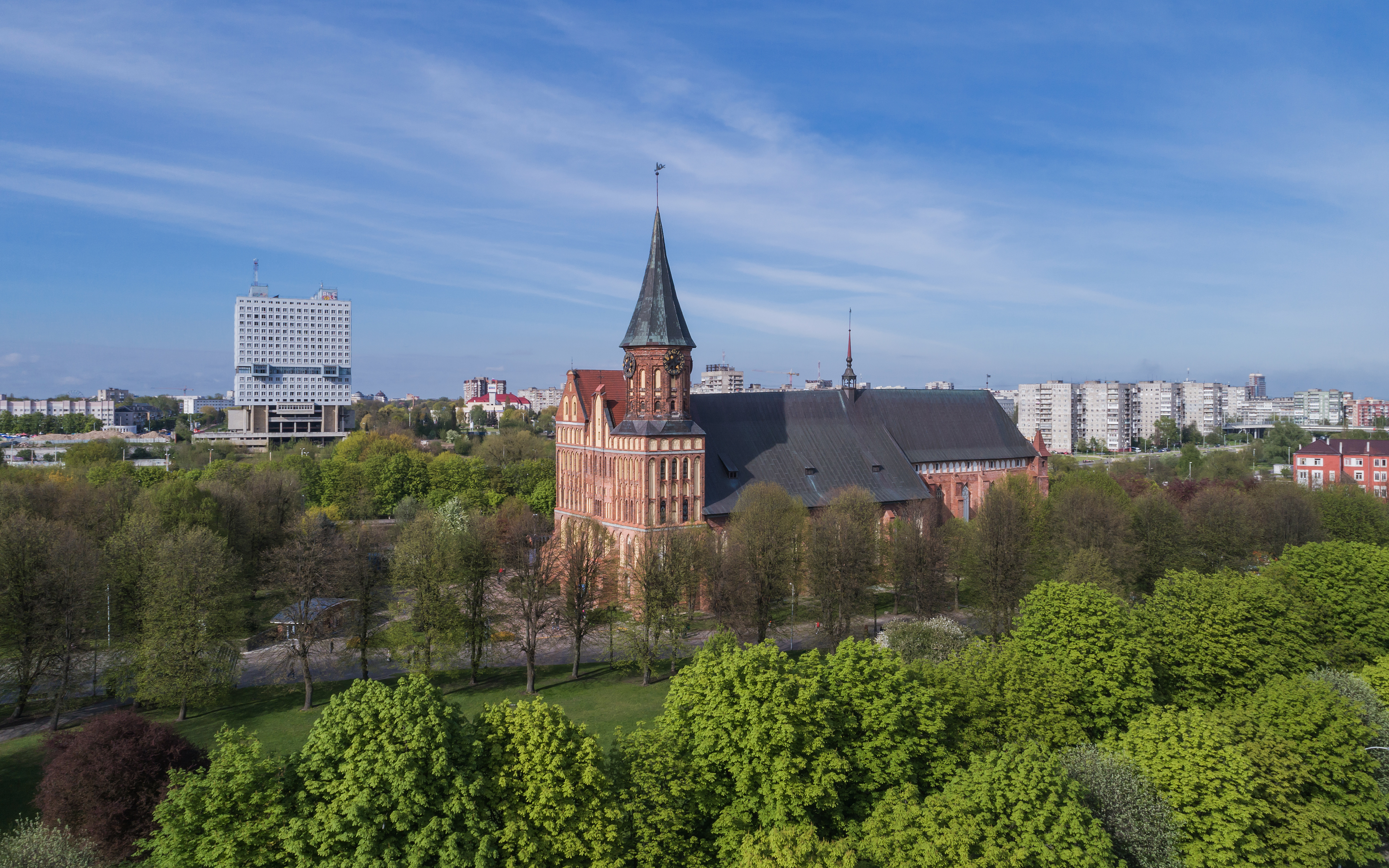
Кафедральний собор

Штурм міста радянськими військами в ході східно-прусської операції почався 6 квітня 1945; особливою запеклістю відрізнявся бій за форт № 5 «король Фрідріх-Вільгельм III», який охороняв північно-західні підступи до міста. У ході цього штурму радянськими військами під командуванням Маршала Радянського Союзу Василевського була вперше застосована тактика початку піхотної атаки до закінчення артилерійської підготовки, що дозволило уникнути вогню противника на підході до укріплень і застати гарнізон зненацька; зворотною стороною медалі стали значні втрати від вогню власних військ. Серед інших, великі втрати понесли добірні гвардійським частини: пам'ять про них згодом увічнено монументом «1200 гвардійців», розташованому в центрі міста на Гвардійському проспекті. А 9 квітня над вежею «Дер Дона», де нині розташований музей бурштину, було піднято червоний прапор, позначивши кінець німецької історії міста.
За рішенням Потсдамської конференції північна частина німецької провінції Східна Пруссія, разом зі своєю столицею Кенігсбергом, тимчасово була передана Радянському Союзу. Пізніше, під час підписання договорів про межі Калінінградську область було повністю визнано володіннями Радянського Союзу.
Із 370 000 мешканців-німців, які жили тут до війни, залишилося заледве 20 000. Хоча відразу після війни почалася робота з адаптації німців до нової влади: виходила газета «Новий час» німецькою мовою, були організовані школи, де викладання велося німецькою, — було прийнято рішення про депортацію німецького населення в Німеччину і майже всіх німців було відправлено в Німеччину до 1947. Тільки деякі фахівці допомагали відновлювати роботу підприємств аж по 1948 і навіть по 1949, — але і їм не дано можливості отримати радянського громадянства: вони згодом були депортовані до Німеччини. Замість них у місто були переселені радянські громадяни.
4 липня 1946 після смерті «всесоюзного старости» М. І. Калініна на його честь Кенігсберг перейменовано в Калінінград, хоча Калінін не мав жодного прямого стосунку до міста, — а на карті СРСР вже були міста Калінін (нині Твер) і Калінінград під Москвою (нині Корольов).
Після війни місто стало заселятися швидкими темпами, відновлювати виробництво. Але місто мало напівзакритий статус у зв'язку зі стратегічним положенням і великою кількістю військ. Для іноземців ж місто було повністю закрите — за винятком рідкісних візитів дружби з сусідньої Польщі іноземці практично не відвідували його.
Владою не приділялося ніякої уваги спадку німецької культури: старе місто не відновлювалося, а руїни замку були знесені в кінці 1960-х років, незважаючи на протести архітекторів, істориків, краєзнавців та мешканців міста.

### Сучасний стан
Зміни 1990-х років, пов'язані з розпадом СРСР, поклали початок новому етапу розвитку Калінінградської області. Розпочався підйом суспільного життя: проведено вільні вибори мера міста, а потім і губернатора Калінінградської області.
З 1991 місто відкрито для міжнародного співробітництва з закордонними країнами у сфері бізнесу, культури й освіти, — у першу чергу з Німеччиною та Польщею.
Сьогодні в місті функціонує безліч іноземних установ, що забезпечують необхідну місту інформаційну, адміністративну і візову підтримку, серед яких:
- Генеральне консульство Німеччини
- Генеральне консульство Республіки Польща
- Генеральне консульство Литовської Республіки
- Генеральне консульство Латвійської Республіки
- Генеральне консульство Королівства Швеція
- Представництво Торгової палати Гамбурга в Калінінграді
- Бюро радника з координації данських проектів
- Центр німецької культури «Німецько-Російський дім»
- Регіональне Бюро підтримки проектів (ТАСІС)

## Адміністративно-територіальний поділ
Місто поділяється на три адміністративні райони: Московський, Ленінградський та Центральний. Довоєнні назви міських районів (наприклад: Хуфен, Юдіттен тощо) зараз маловідомі, залишилися тільки назви Шпандінен, Кальген, Понарт.
Основу адміністративно-територіального поділу міста було закладено відразу після війни, коли місто перебувало під військовим управлінням. У травні 1945 року в Кенігсбергу було створено вісім військових комендатур, кожна з котрих відповідала за частину міста: їх було пронумеровано. У квітні наступного року, під час переходу міста під цивільне управління комендатури були перетворені в райони; спочатку райони також не мали назв, згодом їх укрупнено — і їм надано назви. 21 червня 1947 р. вийшов у світ наказ № 250 міського управління, згідно з яким було утворено чотири міських району: Балтійський, Ленінградський, Московський і Сталінградський (5 листопада 1961 останній перейменований на Жовтневий). У січні 1952 р. утворено Центральний район Калінінграда, до складу якого увійшла частина території Сталінградського району. У червні 2009 року Балтійський район увійшов до складу Московського, а Жовтневий — до складу Центрального.
До складу міста входять кілька селищ та віддалених районів: мікрорайон Чкаловськ, мікрорайон Олександра Космодем'янського, Прибережний, Борисово та ін. Кожен з них відноситься до одного з трьох адміністративних районів міста.

## Органи місцевого самоврядування
Див також статтю градоначальники Калінінграда
У 1996–2007 роках у Калінінграді діяв Статут міста Калінінграда від 25 вересня 1996 року, згідно з яким органами місцевого самоврядування були:
- Голова міста (мер) — найвища посадова особа міста;
- мерія (виконавчо-розпорядчий орган);
- міська Рада депутатів (представницький орган).

У 2007 році у внаслідок реформи місцевого самоврядування було змінено функції органів місцевого самоврядування, а також введена нова посада — голова адміністрації.
На сьогодні влада у місті здійснюється на базі Статуту, який був прийнятий міською Радою депутатів Калінінграда 12 липня 2007 року.
Вищою посадовою особою міста є голова міського округу «Місто Калінінград» (мер), який обирається шляхом проведення муніципальних виборів строком на 5 років. Одночасно він є головою окружної Ради депутатів Калінінграда. З 23 жовтня 2020 року мером міста є Кропоткін Андрій Михайлович.
Органом місцевого самоврядування, здійснює виконавчо-розпорядчі функції, є Адміністрація міського округу, очолювана головою адміністрації (сіті-менеджером). Голова адміністрації призначається на посаду рішенням окружної Ради депутатів за підсумками конкурсу. Термін повноважень голови адміністрації — 2 роки. 25 листопада 2020 року на цю посаду була призначена Дятлова Олена Іванівна.
Представницьку владу у місті здійснює окружна Рада депутатів міста Калінінграда, що складається з 27 депутатів, які обираються жителями міста за мажоритарною системою по одномандатних округах терміном на 5 років.
Адміністрація Калінінграда і Рада депутатів розміщуються в будівлі мерії за адресою Площа Перемоги, 1.

## Економіка
Після розпаду СРСР місто відчуло на собі притаманну для того часу економічну кризу, що затягнулася через підірваний стан виробничої сфери, а також віддаленого ексклавного положення Калінінградської області. Після прийняття Федерального закону про надання статусу особливої економічної зони Калінінграду, кризу вдалось дещо послабити, але ліквідувати її не вдалося.
Приблизно з 1999 року можна говорити про економічний підйом Калінінградської області, викликаний загальним зростанням економічної стабільності в Росії і в цілому, а також зростанням міжнародних інвестицій і вигідним геополітичним розташуванням регіону. Відновлено виробництво на важливих підприємствах області — вагонобудівному заводі (1998) суднобудівному заводі «Янтар» (колишня судноверф «Schichau»), Калінінградгазавтоматіка (КГА). В області створені принципово нові для регіону виробництва. Наприклад, у Калінінграді з'явилося автомобілебудівне підприємство «Автотор» (1996), де збирають автомобілі за ліцензіями концернів BMW (Німеччина), КІА (Корея), «General Motors» (США).
Зростає вантажообіг Калінінградської залізниці та Калінінградського морського торгового і рибного портів. Нафтові термінали, розташовані в акваторії Калінінградського морського каналу, забезпечують експорт з Росії в країни Західної Європи та Скандинавії більше 2-х млн тонн нафтопродуктів на рік.

## Транспорт

### Автошляхи
Місто — вузол автодоріг. Найважливіші автошляхи, що підходять сюди:
- Автомагістраль А 229 Калінінград—Черняховський—литовський кордон (на Мінськ). Частина Е28 та Е77.
- А194 Калінінград—Ладушкін—Мамоново—польський кордон (на Ельблонг). Частина Е28 та Е77.
- Калінінград—Поліське—Большакова (далі в Советськ)
- Калінінград—Зеленоградський
- Калінінград—Переславське—Свєтлогорськ
- Калінінград—Приморськ—Балтійськ
- Калінінград—Багратіоновськ—польський кордон (далі в Ольштин)

У серпні 2008 року розпочалося будівництво автомагістралі «Приморське кільце», яка зв'яже Калінінград зі Свєтлогорськом, Піонерським, Зеленоградським, Балтійськом Світлим і міжнародним аеропортом Храброво.
Навколо міста проходить Окружна дорога, але на заході кільце дороги не замкнуте у зв'язку з відсутністю переходу через Калінінградську затоку.

### Водний транспорт
У Калінінграді розташований найзахідніший і єдиний незамерзаючий порт Росії на Балтійському морі (див. Порт Калінінград). Вантажні і пасажирські поромні переправи з'єднують Калінінград і Аванпорт Калінінград Балтійська із Санкт-Петербургом, портами з Німеччиною і Швецією.

### Повітряний транспорт

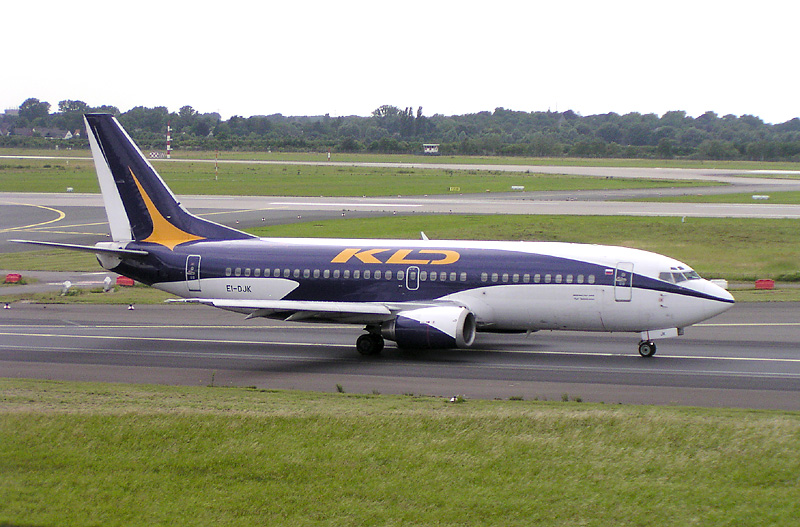
Боїнг 737—300 «КД авіа»
(бортовий номер EI-DJK) в аеропорту Дюссельдорфа

Кенігсберзький аеропорт Девау, що відкрився в 1919 році, став одним із перших цивільних аеропортів світу і першим у Німеччині. У 1922 році сюди вперше прибули літаки авіалінії Москва — Рига — Кенігсберг, першої міжнародної авіалінії Радянського Союзу.

### Залізничний транспорт

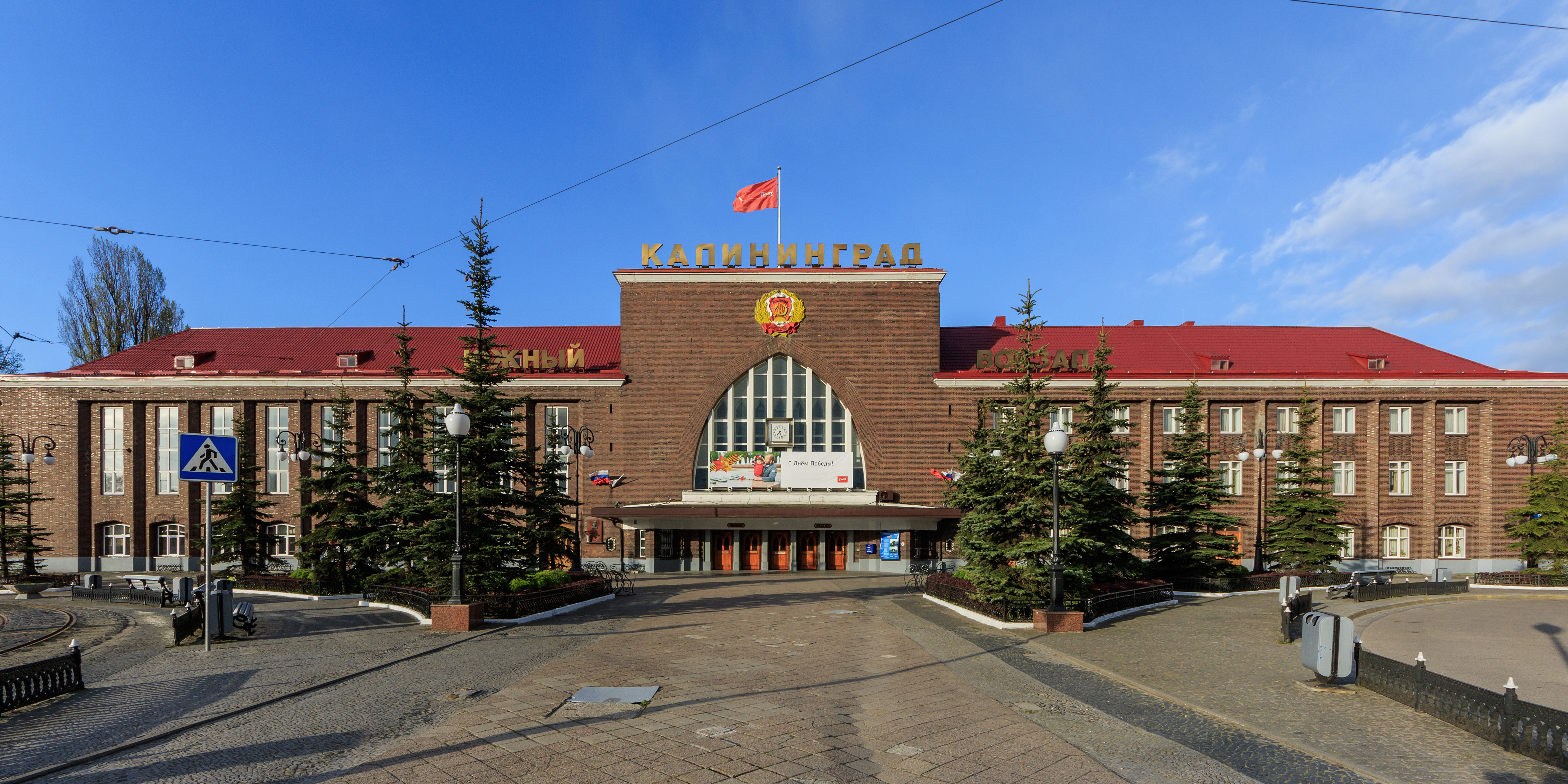
Калінінград-Пасажирський
(Південний вокзал)

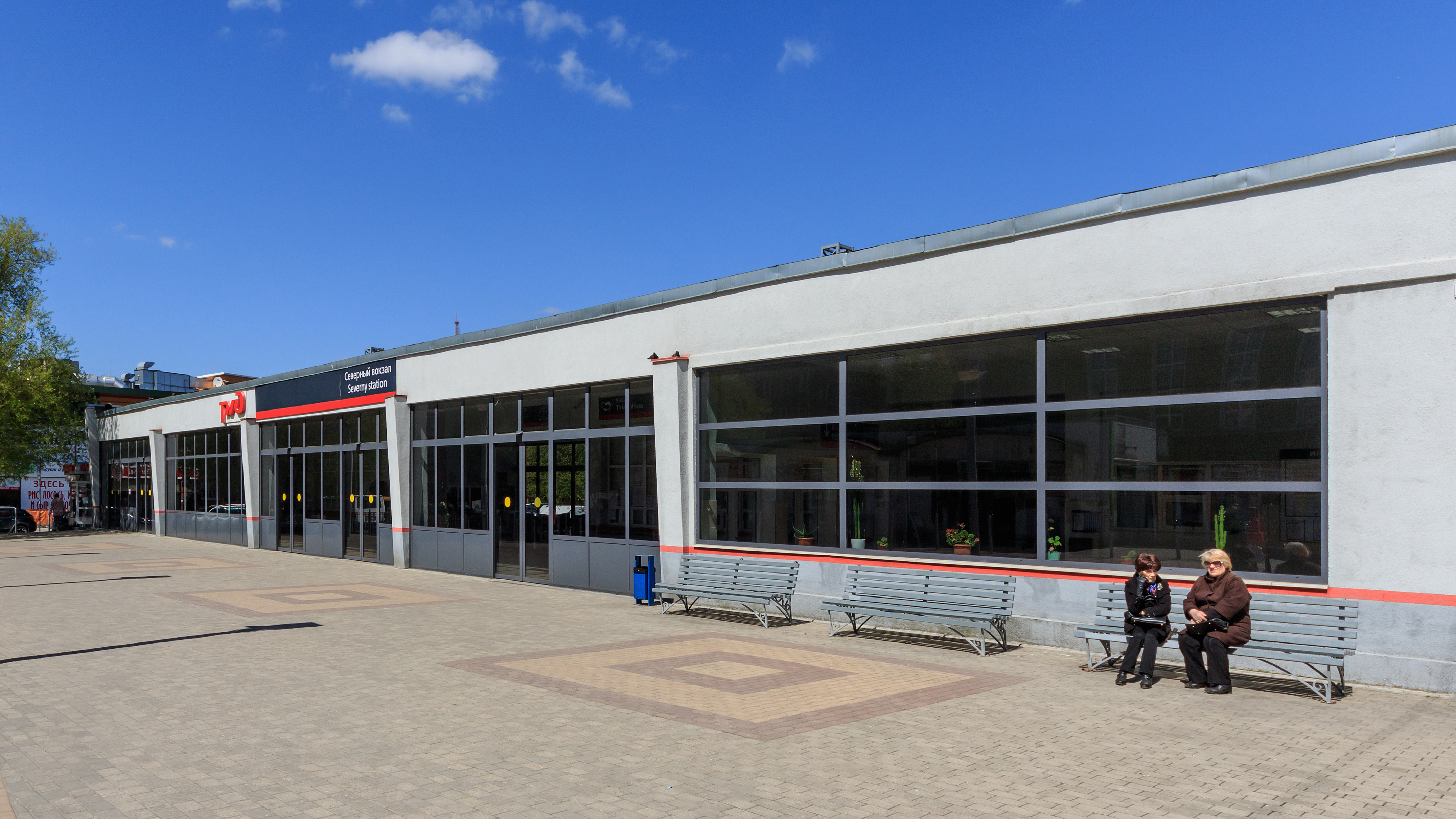
Калінінград-Північний (Північний вокзал)

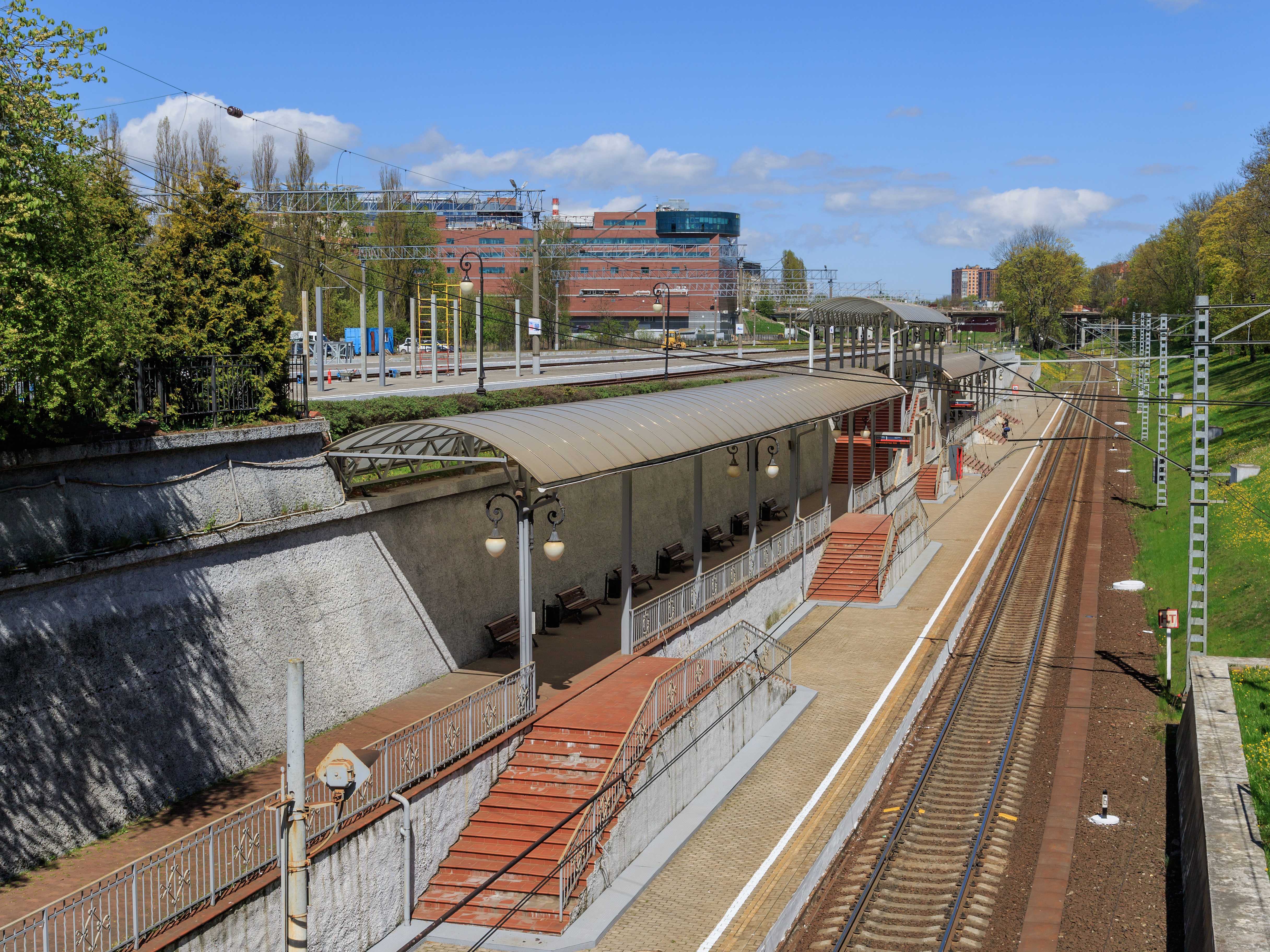
Перони Північного вокзалу розташовані у двох рівнях

У місті — найважливіший вузол залізничної мережі Калінінградської області. Тут розташовано управління Калінінградської залізниці.
Головна пасажирська залізнична станція міста — Калінінград-Пасажирський (у розмовній мові відоміший як Південний вокзал). Ця станція обслуговує як приміські, так і поїзди далекого прямування.
До 2012 року ходив прямий поїзд Берлін—Калінінград (через Польщу).
Станція Калінінград-Північний (Північний вокзал) обслуговує поїзди, що з'єднують Калінінград із приморськими курортами Зеленоградський, Свєтлогорськ і Піонерський.
Інші залізничні станції, розташовані на території міста:
- Кутузова-Нове (район вулиці Олександра Невського)
- Чкаловський-Західний (селище Чкаловський)
- Західний-Новий (район вулиці Вагонобудівної)
- Лісове-Нове (селище Олександра Космодем'янського)
- Дзержинська-Нова (район вул. Дзержинського, є європейська «вузька» колія)
- Зупинний пункт Айвазовський (у районі вулиць Айвазовського і Ямської)
- Зупинний пункт Київська (на вул. Київській, недалеко від Балтійського ринку)

### Міжміське та міжнародне автобусне сполучення
Регулярні автобусні маршрути пов'язують Калінінград із Білоруссю, Литвою, Латвією, Польщею і Німеччиною.
У Калінінграді є два автовокзали. «Старий» автовокзал розташований на площі Калініна, поруч із залізничною станцією Калінінград-Пасажирський. Через конфлікт із дирекцією вокзалу автоперевізник «Кенігавто» перестав користуватися цим автовокзалом і влаштував свій власний автовокзал на початку Московського проспекту.

### Проблеми транзиту
Після входження Польщі та Литви (травень 2004 року) до складу Європейського союзу жителі Калінінградської області зіткнулися з труднощами при перетині кордонів і проїзді на територію іншої Росії. Сьогодні проїзд сухопутним транспортом із Калінінградської області та в Калінінградську область для громадян Росії можливий тільки за наявності закордонного паспорта і литовської візи або спеціального проїзного документа, що дає право на одноразовий перетин литовського кордону.

### Міський громадський транспорт

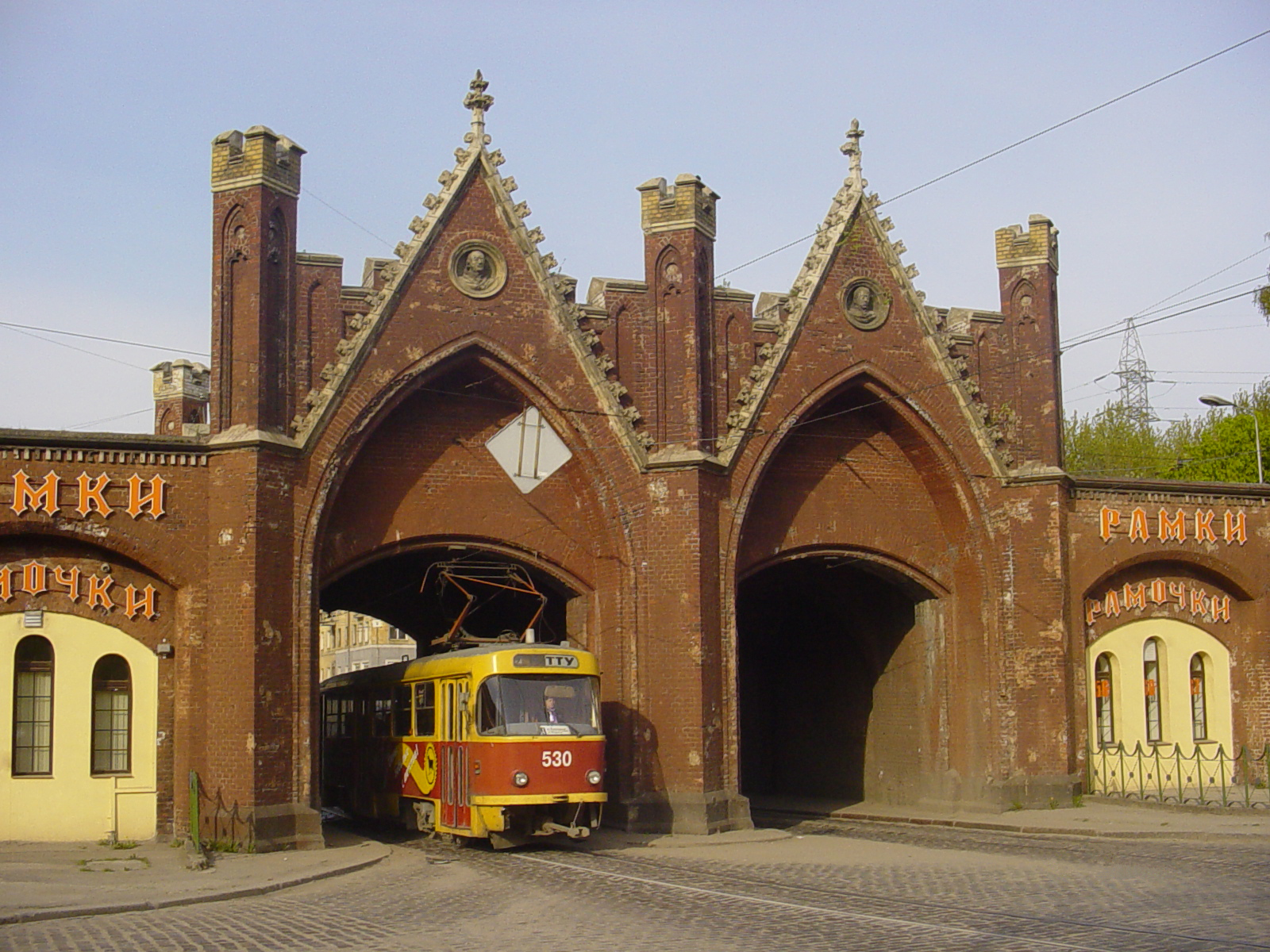
Трамвай проїжджає через Бранденбурзькі ворота

Міський громадський транспорт представлено трамваями, тролейбусами автобусами і маршрутними таксі.
Калінінградська трамвайна мережа є найстарішою на території сучасної Росії (відкрита як конка в 1881 році, а як електричний трамвай — в 1895). Має вузьку колію (ширина 1000 мм), яка в Росії, крім Калінінграда, є тільки у П'ятигорську. Проте останнім часом трамвайна мережа скоротилася: станом на 2014 рік у місті діє лише два трамвайні маршрути.
Тролейбуси вперше з'явилися в Кенігсберзі в 1943 році, але після війни тролейбусне господарство не відновилося. Сучасна тролейбусна система міста діє з 1975 року. Станом на 2014 рік у місті діє чотири маршрути. Планується розширення тролейбусної мережі, частково за рахунок ліквідованих ліній трамваю.

### Визначні місця, пам'ятки

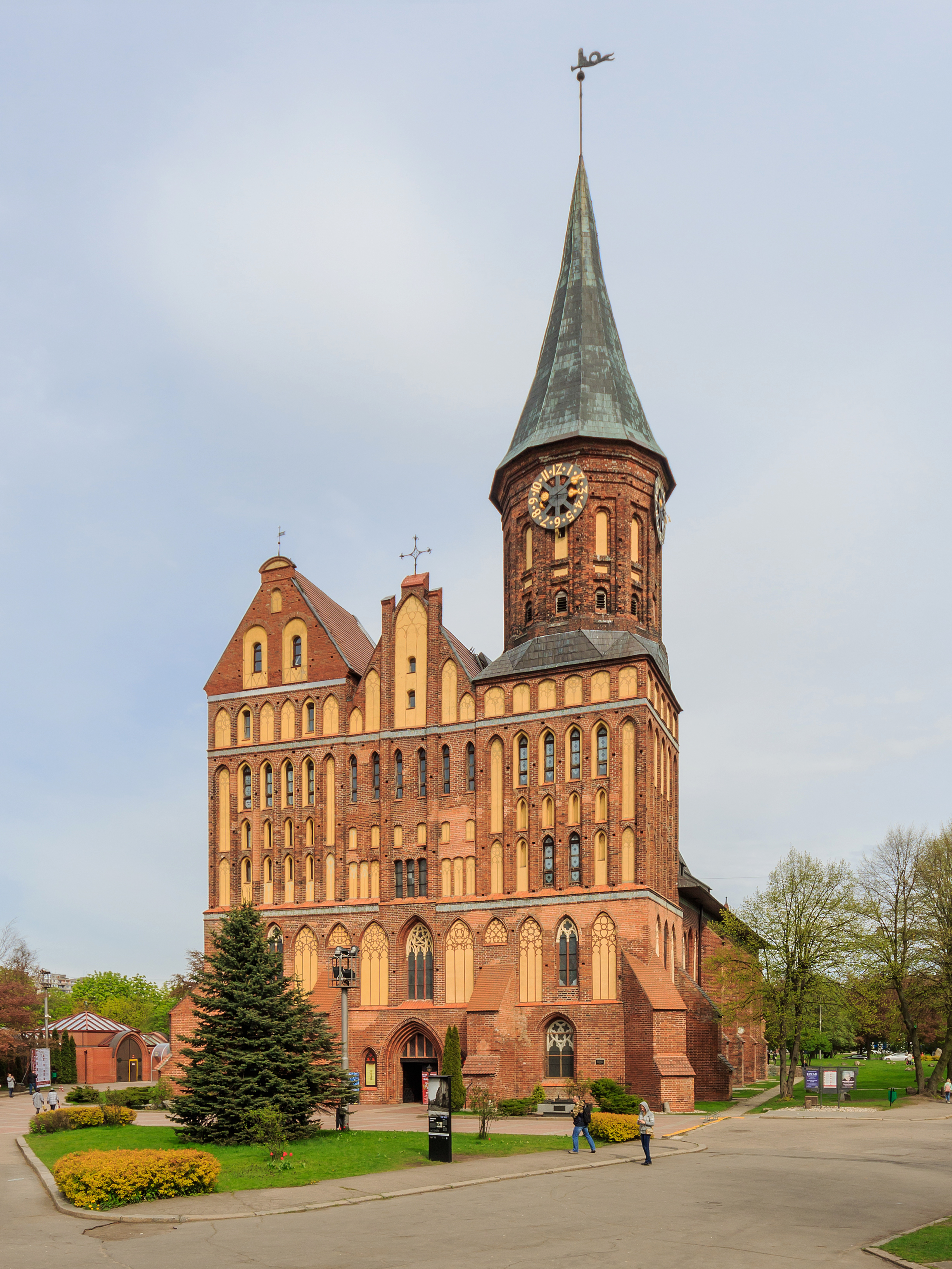
Катедральний собор (Калінінград), головний фасад.

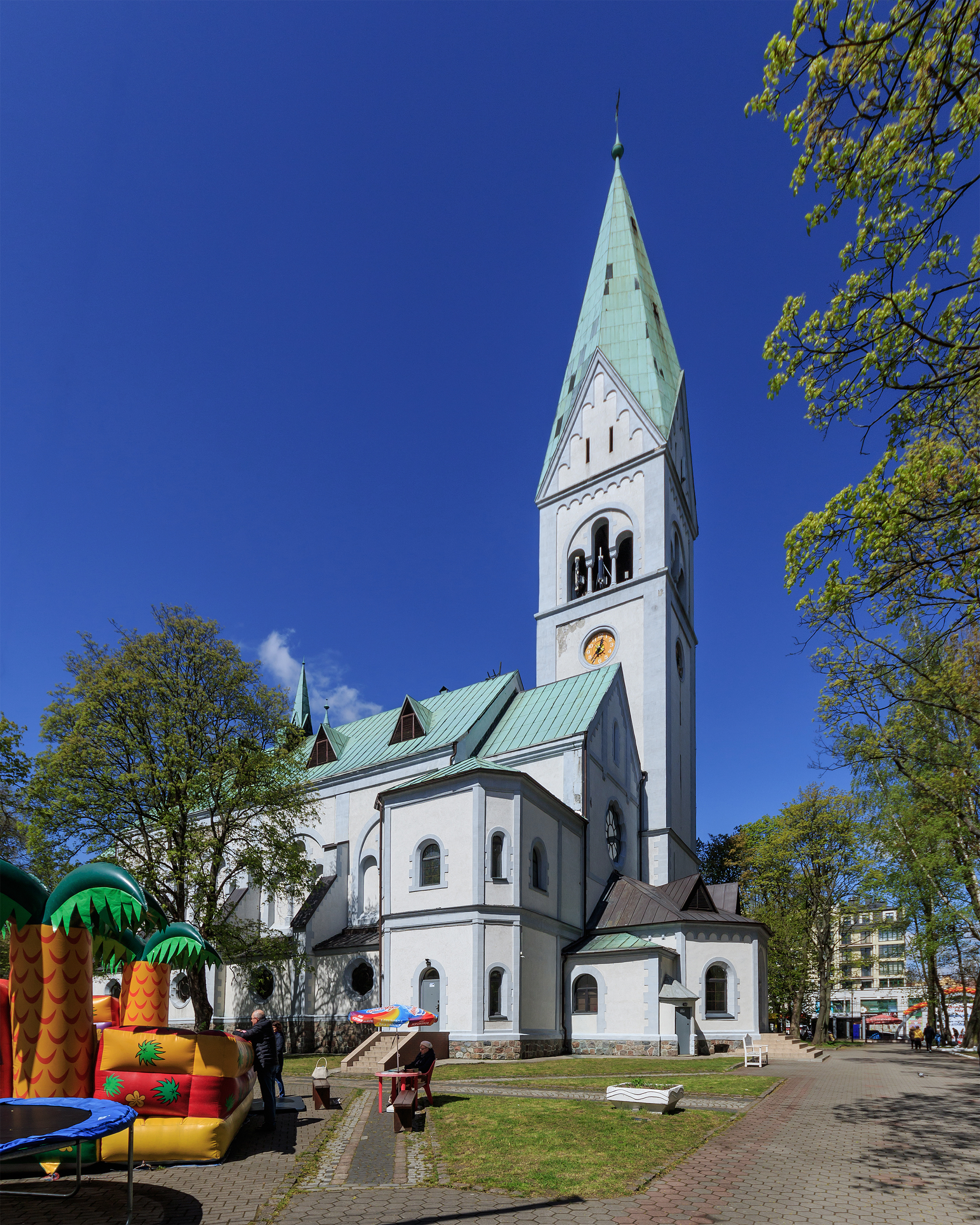
Ляльковий театр (Калінінград)

- Катедральний собор — шедевр цегляної німецької готики.
- Ляльковий театр (колишня кірха в пам'ять пруської королеви Луїзи)
- Обласний історико-художній музей — заснований у 1946 р. (колишній Штатгале[de], 1912 р. створення, доба сецесії)
- Обласний музей образотворчих мистецтв — відкритий у 1988 р. (до листопада 2017 року — Калінінградський обласний музей «Художня галерея»)
- Музей янтаря — відкритий у приміщенні колишньої оборонної вежі Дона у 1979 р.
- Музей Світового океану
- Королівські ворота фортеці Фрідріхсбург (філія Музею Світового океану)
- Музей знайдених речей — збірка вінтажних та антикварних речей минулих епох, знайдених на руїнах міста
- Фонтан Путті (німецький скульптор Станіслав Кауер, 1908 рік.)
- Калінінградський обласний драматичний театр
- Концертна зала Калінінградської обласної філармонії (колишній католицький костел Св. Родини)
- Монумент Калініну
- Зоопарк
- Ботанічний сад

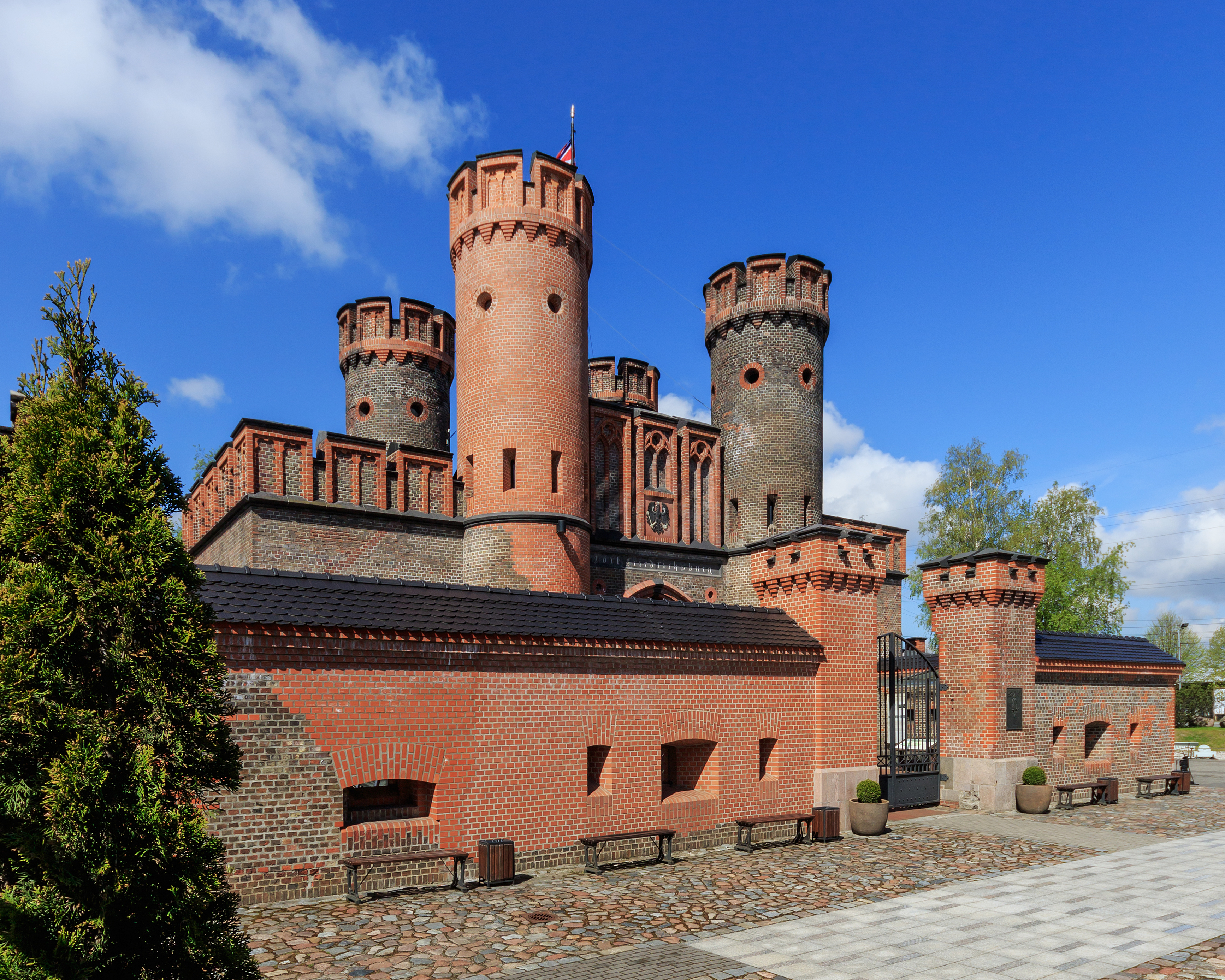
Королівські ворота фортеці Фрідріхсбург
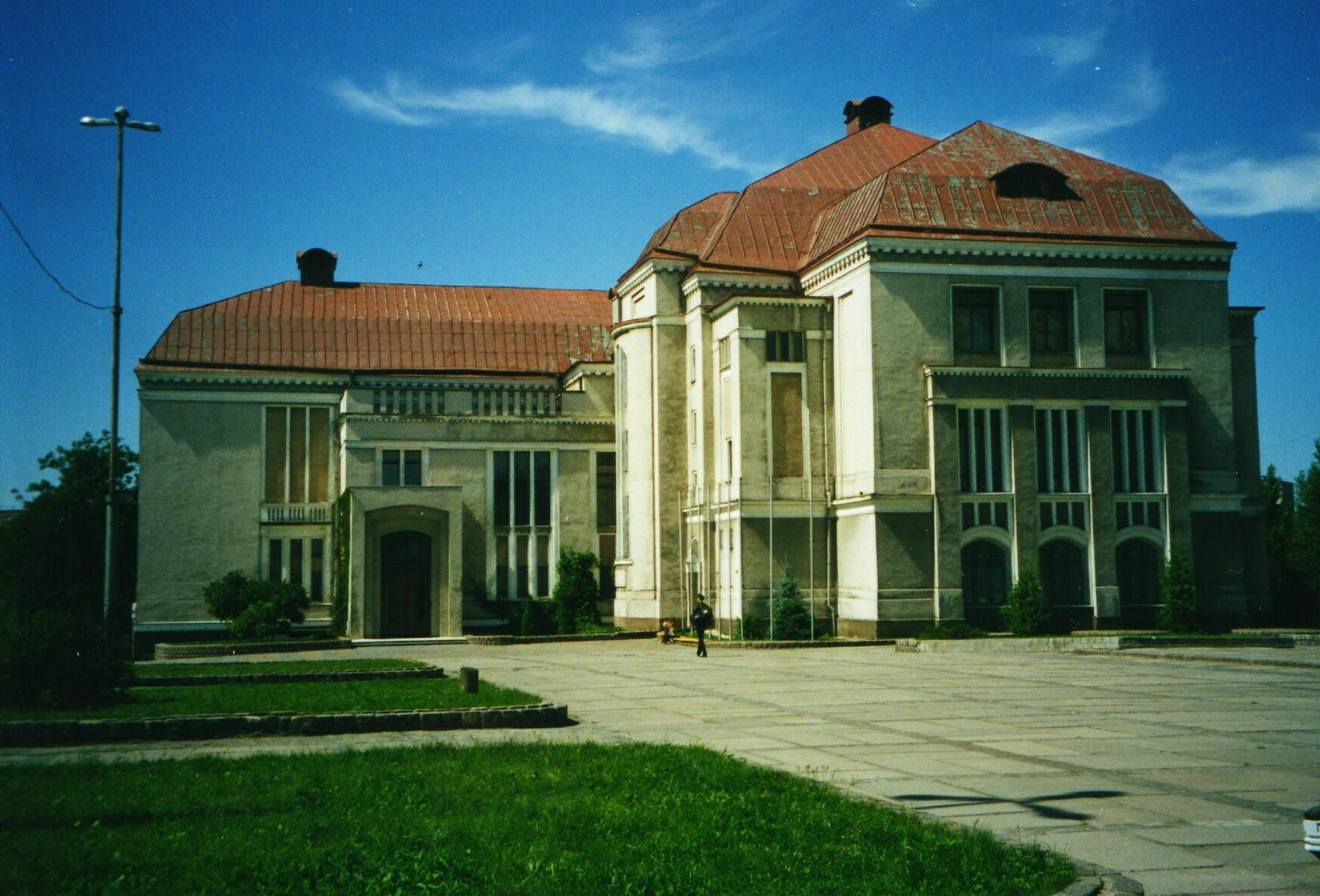
Калінінградський обласний історико-художній музей (колишній Штатгале, 1912 р. створення, доба сецесії)
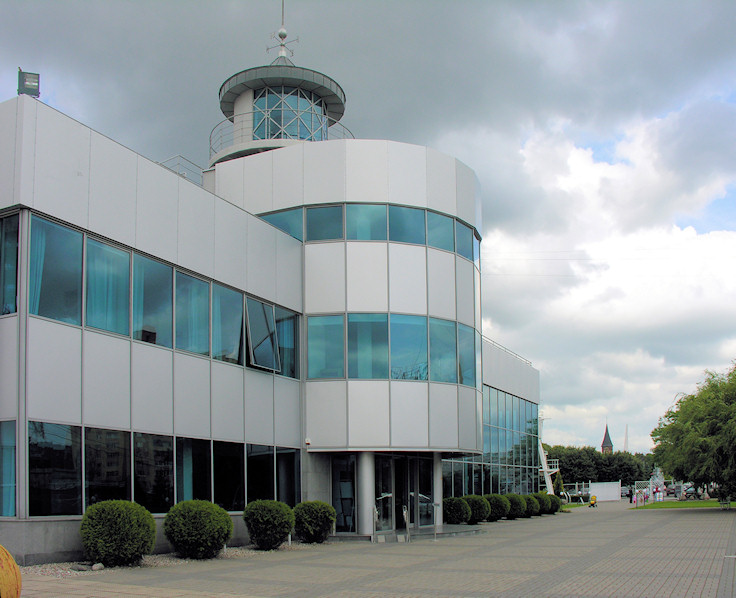
Музей Світового океану
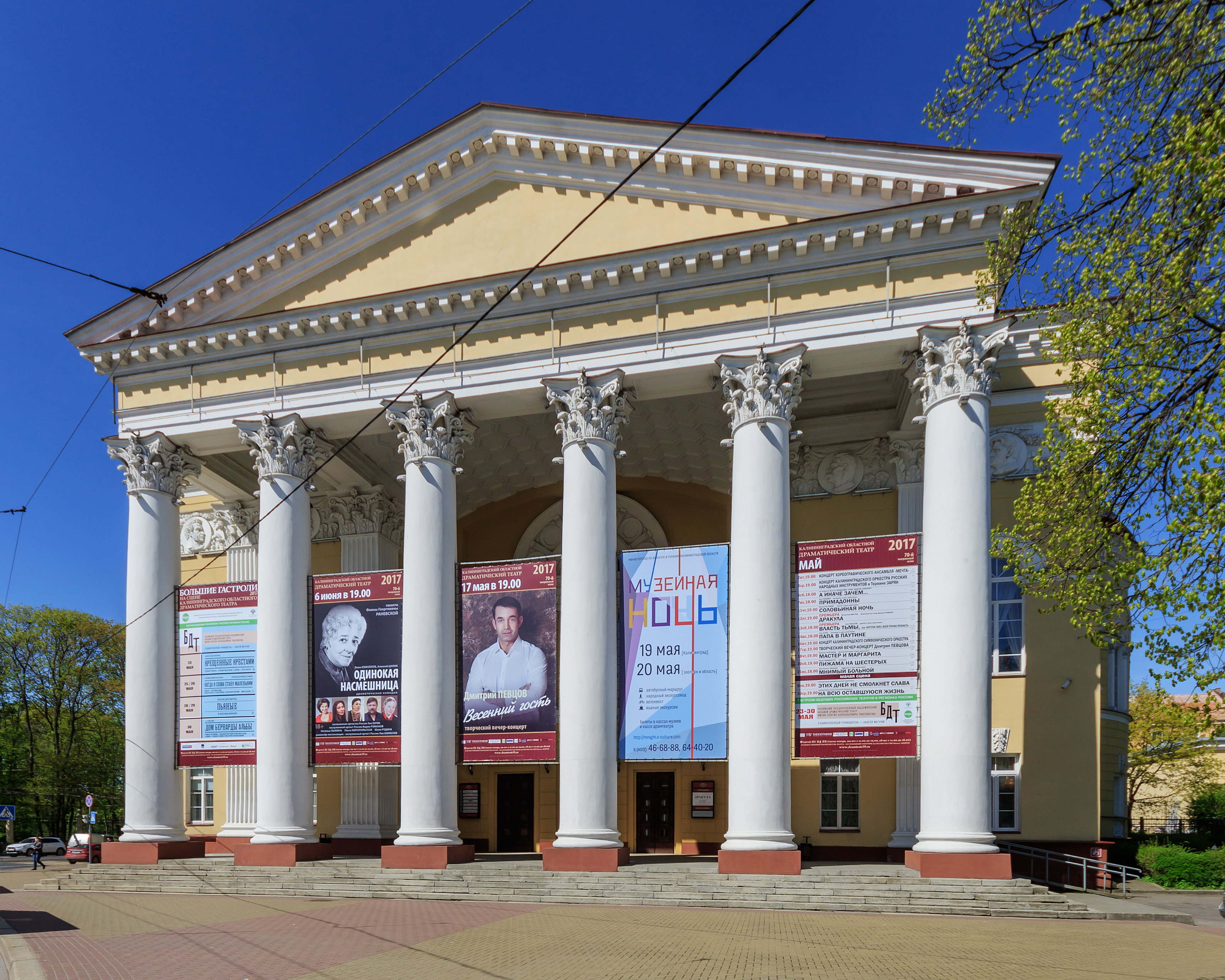
Калінінградський обласний драматичний театр

### Особи, пов'язані з Кенігсбергом— Калінінградом

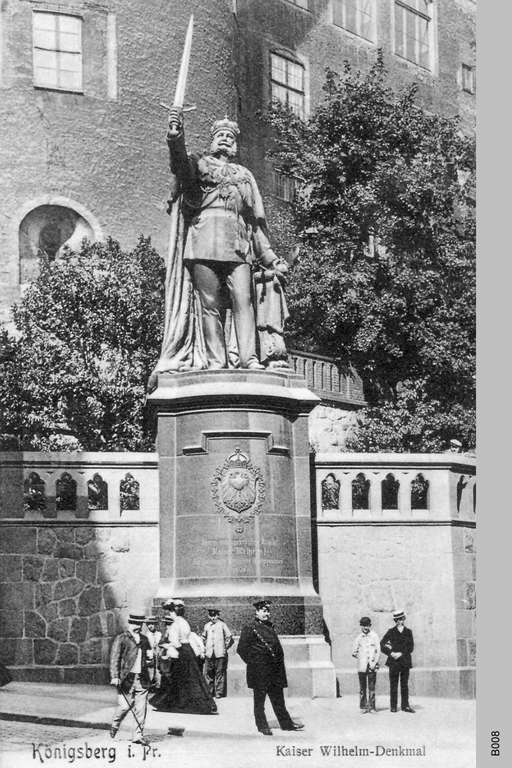
Пам'ятник Вільгельму I перед Кенігсберзьким замком, робота Фрідріха Ройша 1894 рік, після Другої світової війни переплавлений

- Пржемисл Отакар II (1233—1278) — король Чехії, герцог Австрії
- Корнеліс Флорис де Вріндт (1513/14 — 1575), фламандський архітектор і скульптор.
- Якоб Бінк (1590—1568/1569) — німецький художник і графік
- Курт Гензель (1861—1941) — німецький математик
- Петро І(1672—1725) — російський цар
- Іммануїл Кант (1724—1804) — німецький філософ
- Білоградський Тимофій (1710—1782) — український і російський музикант і співак
- Ернст Теодор Амадей Гофманн (1776—1822) — німецький письменник, композитор, художник
- Милорадович Михайло Андрійович(1771—1825) — генерал Російської імперії, навчався в Кенігсьберзькому університеті.
- Фридрих Гайтман[de] (1853—1921) — німецький архітектор доби капіталізму
- Ганс Герлах[de] (1885—1980) — німецький архітектор
- Кете Кольвіц (1867—1945) — німкеня художник, графік і скульптор зламу 19-20 століть (працювала в Пруссії).
- Фрідріх Ройш (1843—1906) — німецький скульптор
- Станіслав Кауер (1867—1943) — німецький скульптор, автор більш ніж 100 рельєфів та скульптур, автор, що зробив фонтан Путті для міста
- Болотов Андрій Тимофійович (1738—1833) — російський науковець, мемуарист, агроном.
- Поліна Кульженко (Кульженко Поліна Аркадіївна, 1891 — †1984) — український мистецтвознавець, музейник
- Абрамов Олексій Володимирович — Тренер (плавання). Заслужений тренер України (1987).

### Мости

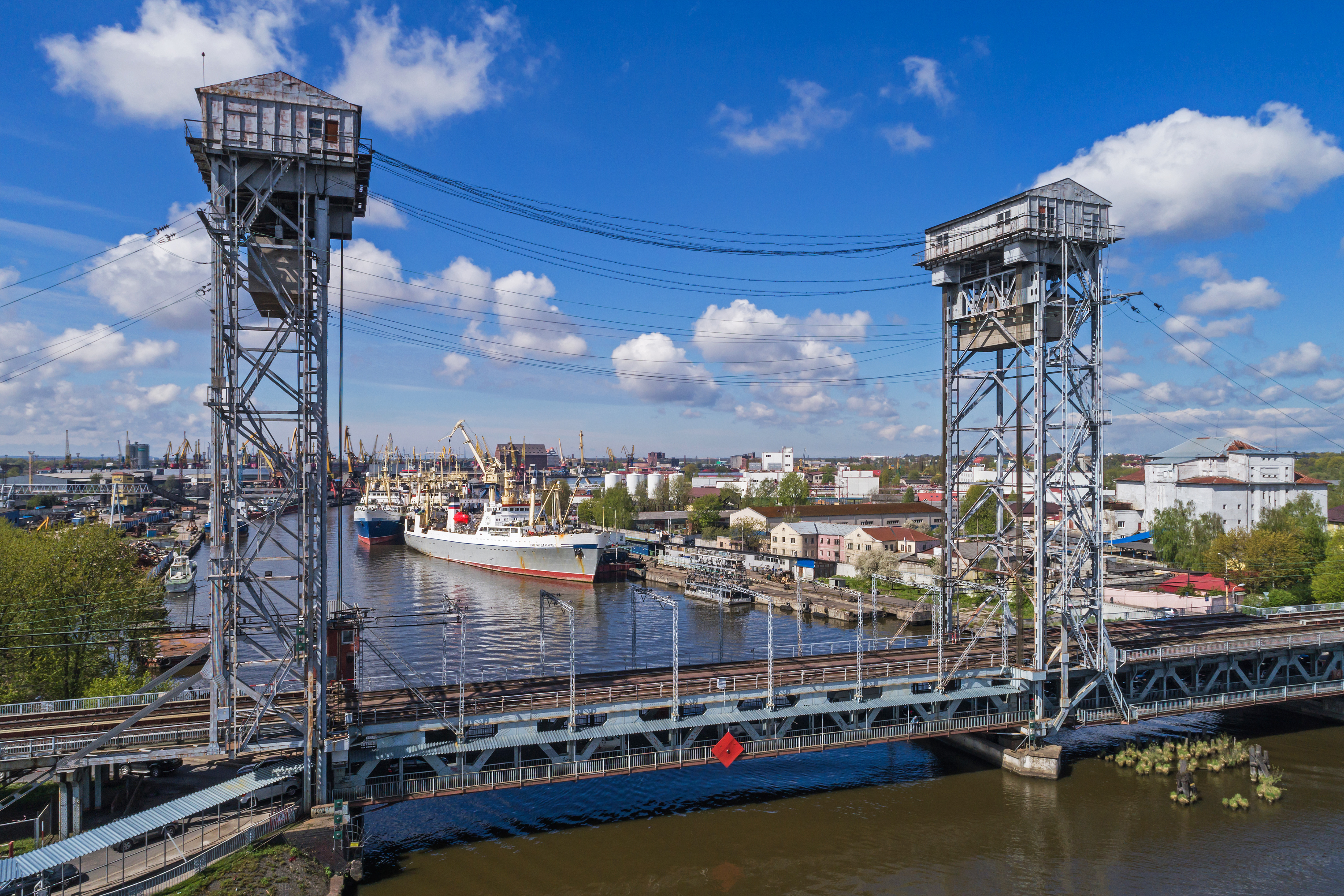
Двоярусний міст

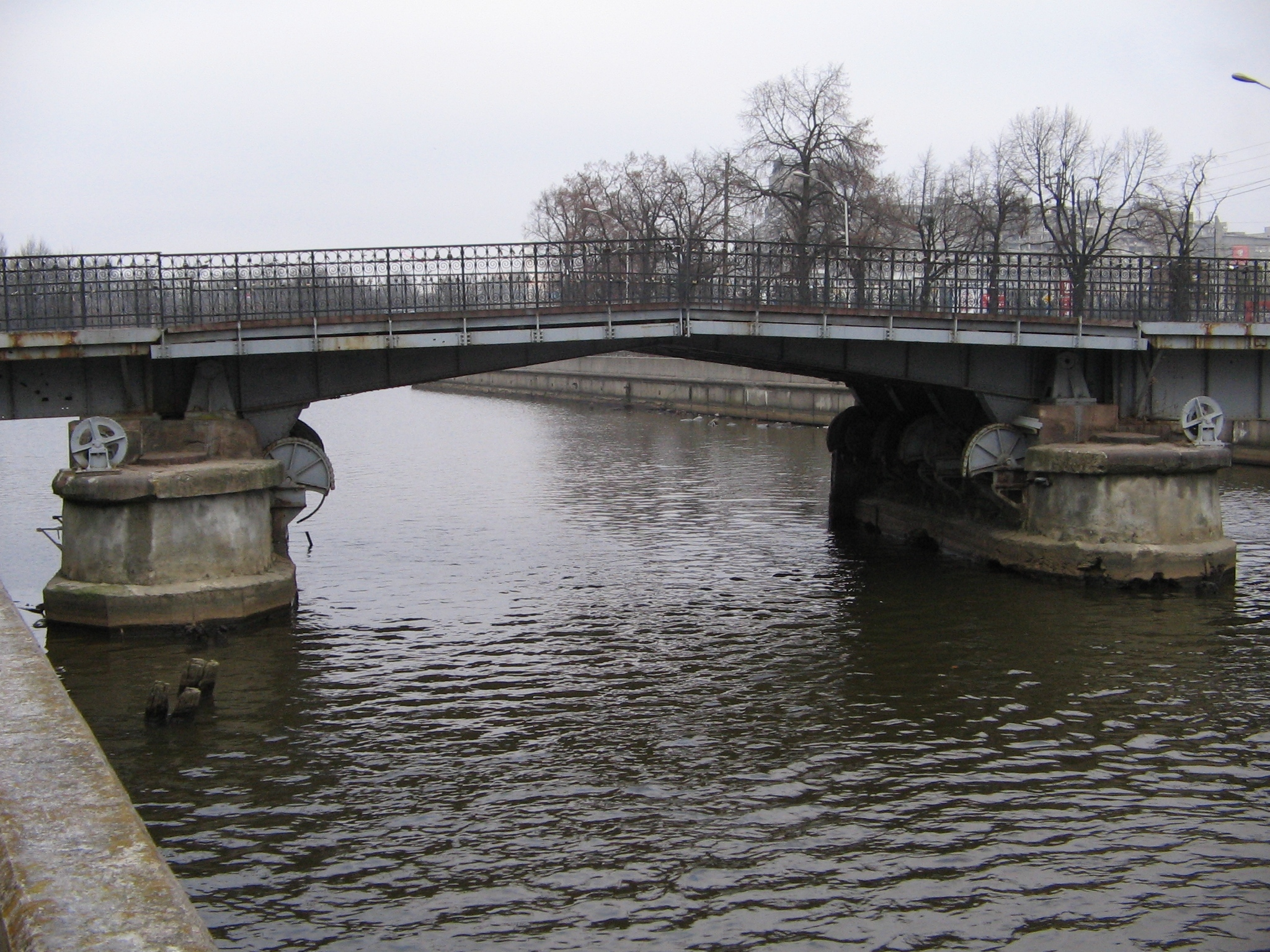
Медовий міст

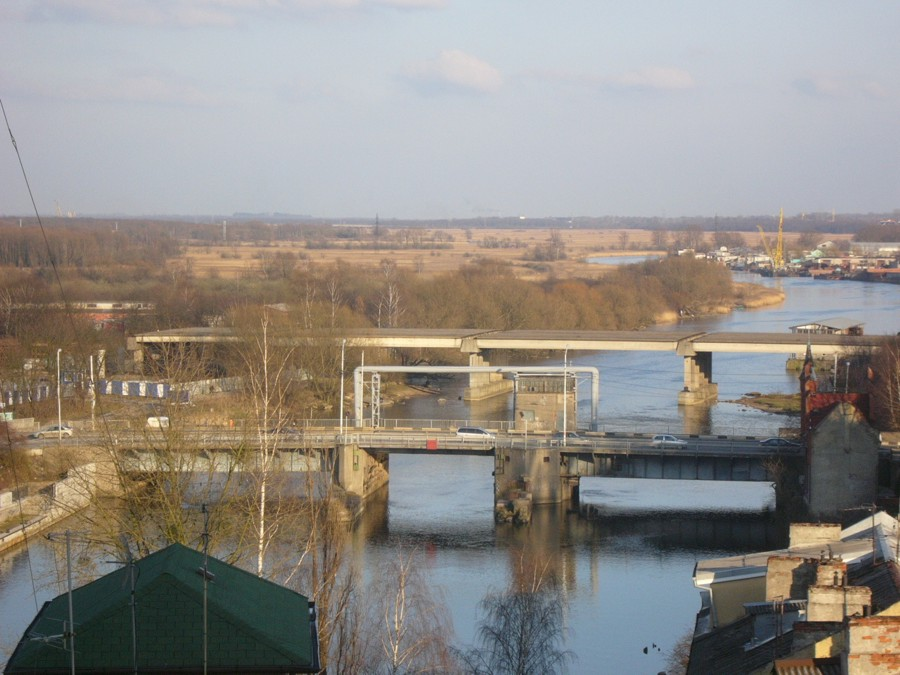
Високий міст, на задньому плані — частина недобудованого другого естакадного мосту

Рукави річки Преголя ділять місто на чотири частини. Більша частина міста (Центральний і Ленінградський адміністративні райони) розташовані на північ від річки, Московський район — на південь від річки. Острів Канта (Кнайпгоф) і Октябрський (Ломзе) розташовані між рукавами річки.
У Калінінграді розташовано сім чинних мостів через Преголю, один розібраний та один недобудований.
- Двоярусний міст — з'єднує вулиці генерала Буткова (північний берег) та залізничних (південний берег). Розвідний міст, розводиться підняттям середнього прольоту. Верхній ярус мосту займає залізниця (Двоярусний міст є єдиним залізничним мостом через Преголю в Калінінграді), нижній — проїжджа частина і пішохідні тротуари.
- Естакадний міст — перекинутий над обома рукавами Преголі та проходить над островом Кнайпгоф. Міст є частиною траси Ленінського проспекту. Естакадний міст був побудований в 1972[16] році замість двох з семи мостів Кенігсберга — Лавочне і Зеленого. Є пішохідний спуск із мосту на острів, автомобільного з'їзду із мосту на острів немає. По мосту проходять маршрути всіх видів громадського транспорту Калінінграда.
- Дерев'яний міст — один із Семи мостів Кенігсберга. З'єднує Московський проспект з Октябрським островом (вул. Октябрська). По мосту проходить трамвайний маршрут. Міст розвідний.
- Медовий міст — один із Семи мостів Кенігсберга. З'єднує Октябрський острів і Кнайпгоф. Оскільки Кнайпгоф є пішохідною зоною, міст де-факто теж є виключно пішохідним. Спорадично міст використовується службовим автотранспортом (підвіз матеріалів для реставрації Кафедрального собору, а також для проїзду весільних кортежів). Міст розвідний.
- Ювілейний міст — з'єднує Октябрський острів (район Рибна деревня) з вул. Епроновською. Міст побудований у 2005 році на опорах старого Імператорського мосту, зруйнованого під час війни. Міст пішохідний, розвідний.
- Високий міст — один із Семи мостів Кенігсберга. З'єднує вул. Октябрську (Октябрський острів) з вул. Дзержинського. По мосту проходить трамвайна лінія.
- Берлінський (Пальмбургський) міст — частина Калінінградської окружної дороги, перекинутий через обидва русла Преголі. Найвіддаленіший від центру міста. Після війни відновлений тільки частково (одна смуга).
- Старий залізничний міст — розташований у районі Музею Світового океану. Розвідний міст, розводився підняттям середнього прольоту. Середній проліт розібраний, міст ніяк не використовується. Через міст проходить покинута лінія залізниці.
- Другий естакадний міст — другий естакадний міст мав з'єднати Московський проспект і вулицю Дзержинського та розвантажити таким чином Дерев'яний і Високий мости. Він розташований на схід від Дерев'яного та Високого мостів. Міст почав будуватися в 1980-х роках, у дев'яностих роках будівництво було зупинено, згодом будівництво відновлено.

Сім мостів Кенігсберга — існували в Кенігсбергу в XVI—XX століттях. Взаємне розташування мостів наштовхнуло математика Леонарда Ейлера на роздуми, що привели до виникнення теорії графів. Також із сімома мостами пов'язана Задача про мости Кенігсберга.

## Населення
Населення 489 359 мешканців (2020)
Національний склад за переписом 2010
| Народ               | Чисельність, осіб | % Від тих, хто вказав нац. |
| ------------------- | ----------------- | -------------------------- |
| Росіяни             | 351186            | 87,4 %                     |
| Українці            | 16053             | 4,0 %                      |
| Білоруси            | 15077             | 3,7 %                      |
| Вірмени             | 3062              | 0,8 %                      |
| Татари              | 2075              | 0,5 %                      |
| Литовці             | 1789              | 0,4 %                      |
| Німці               | 1676              | 0,4 %                      |
| Поляки              | 1114              | 0,3 %                      |
| Інші національності | 10041             | 2,5 %                      |
| Всього              | 401649            | 100,0 %                    |

## Цікаві факти
У жовтні 2022 року в Чехії було створено петицію про перейменування Калінінграда на Краловець та приєднання його до Чехії на тій підставі, що місто під час заснування було названо на честь чеського короля Отокара II. Петиція пародує пропагандистські гасла РФ, поширювані нею з метою обґрунтування анексії українських територій. Станом на 8 жовтня 2022 року петицію підписали 19 100 осіб. На появу цієї петиції відповіла низка європейських політиків: міністр зовнішніх справ Чехії Ян Ліпавський, президент Словаччини Зузана Чапутова, польський політик Бартоломей Сенкевич, депутат Європейського парламенту від Чехії Томаш Здеховський.